# هجوم مأرب (أغسطس 2020)
شنت قوات الحوثي، في 28 أغسطس 2020، هجوماً بصاروخ باليستي وطائرة مسيرة على معسكر في محافظة مأرب، واستهدفت قوات التحالف بقيادة السعودية الداعمة لحكومة عبد ربه منصور هادي. أسفر الهجوم عن مقتل ما لا يقل عن 5 جنود يمنيين، مصادر أخرى تشير إلى 40 قتيلاً، وجرح آخرين.

## الهجوم
كان الهدف مسجدا يقع على أرض معسكر تدريب، سبق استهدافه في يناير 2020. وذكرت مصادر عسكرية مقربة من قوات حكومة هادي، أن الهجوم وقع أثناء صلاة العشاء عندما كان العشرات داخل الصلاة.